# Dialeurodes shoreae
Dialeurodes shoreae là một loài côn trùng cánh nửa trong họ Aleyrodidae, phân họ Aleyrodinae.
Dialeurodes shoreae được Corbett miêu tả khoa học đầu tiên năm 1933.